# 天神町村
天神町村（てんじんまちむら）は静岡県の西部、敷知郡・浜名郡に属していた村である。現在の浜松市中央区南東部、おおむね馬込川以東にあたる。

## 地理
- 河川：馬込川

## 歴史
- 1889年（明治22年）4月1日 - 町村制の施行により、天神町、馬込村［大部分］、佐藤一色村、福地村、上中島村、向宿村、馬領家村、長上郡名切村、塚越村が合併して敷知郡天神町村が発足。
- 1896年（明治29年）4月1日 - 郡制の施行により所属郡が浜名郡に変更。
- 1921年（大正10年）4月1日 - 浜松市に編入。同日天神町村廃止。
- 2007年（平成19年）4月1日 - 浜松市が政令指定都市に移行し、旧村域は中区の所属となる。
- 2024年（令和6年）1月1日 - 浜松市の行政区再編に伴い、旧村域が中央区となる。

## 村長
- 中村陸平：1915年 - 1921年

## 教育機関
- 相生尋常小学校(現・浜松市立相生小学校)[1]

浜松市立佐藤小学校も旧村域にあるが、こちらは合併後の1929年(昭和4年)の設立。

## 交通

### 鉄道路線
- 遠州軌道
  - 中ノ町線
    - 天神町駅 - 天神町東駅

### 道路
- 東海道